# نیک کریتندن
نیک کریتندن (انگلیسی: Nick Crittenden؛ زادهٔ ۱۱ نوامبر ۱۹۷۸) بازیکن فوتبال اهل بریتانیا است.
از باشگاه‌هایی که در آن بازی کرده‌است می‌توان به باشگاه فوتبال یئوویل تاون، باشگاه فوتبال چلسی، باشگاه فوتبال ویموث، باشگاه فوتبال پلیموث آرگیل، و باشگاه فوتبال آلدرشات تاون اشاره کرد.
وی همچنین در تیم ملی فوتبال England National Game XI بازی کرده‌است.